# 弗盧萬納縣 (維吉尼亞州)
弗盧萬納县（英語：Fluvanna County）是美國維吉尼亞州中部的一個縣，南界詹姆斯河。面積752平方公里。根據美國2000年人口普查，共有人口20,047人。縣治帕爾邁拉（Palmyra）。
成立於1777年5月5日。縣名來自同名的河 （河名是拉丁語fluvius「河流」和anna，即安妮女王的合成詞）。